# جو پنهال
جو پنهال (انگلیسی: Joe Penhall؛ زادهٔ ۱۹۶۷) یک نمایش‌نامه‌نویس، فیلم‌نامه‌نویس اهل بریتانیا است.
از فیلم‌ها یا مجموعه‌های تلویزیونی که وی در آن‌ها نقش داشته‌است می‌توان به جاده، عشق پاینده و شکارجوی ذهن اشاره نمود.